# Hof (Ebrach)
Hof ist ein Gemeindeteil des Marktes Ebrach im oberfränkischen Landkreis Bamberg.

## Geografie
Der Weiler Hof liegt im Steigerwald, etwa fünf Kilometer nördlich von Geiselwind auf einer Höhe von 448 m ü. NN und eingebettet zwischen:
- Katzenberg
- Hofer Berg
- Kreuzberg[2]

Westlich von Hof befindet sich das Quellgebiet der Reichen Ebrach.

## Geschichte
Die Bayerische Uraufnahme zeigt Hof in den 1810er Jahren als ein Angerdorf mit sechs Hofstellen.

## Baudenkmäler
Am nördlichen Ortseingang befindet sich das „Höfer Käppele“ von 1838, das unter Denkmalschutz steht.:8 Unmittelbar vor Hof führte die ehemalige Hochstraße Frankfurt-Würzburg-Forchheim vorbei. An dieser höchsten Stelle stand schon vor mehr als 1200 Jahren ein Wachturm, von dem man den Mainübergang bei Stadtschwarzach übersehen und bis zur Altenburg bei Bamberg blicken konnte. Aus den Steinen dieses Wachturmes wurde das „Höfer Käppele“ erbaut.

## Verkehr
Hof ist über die Staatsstraße 2258 von der Bundesautobahn 3 an der Anschlussstelle 76 aus zu erreichen. Der ÖPNV bedient den Ort nicht.